# أبو فاطمة الجحيشي
أبو فاطمة الجحيشي واسمه الحقيقي نعمة عبد نايف الجبوري، كان في البداية المسؤول عن عمليات تنظيم الدولة الإسلامية في جنوب العراق قبل أن ينتقل إلى مدينة كركوك الشمالية. وهو الآن قائد عسكري في الجنوبية ومنطقة الفرات الأوسط في الدولة الإسلامية وعضو بارز في التسلسل الهرمي.